# La stanza accanto (film 2024)
La stanza accanto (The Room Next Door) è un film del 2024 scritto e diretto da Pedro Almodóvar.
Primo lungometraggio di Almodóvar in lingua inglese, è l'adattamento cinematografico del romanzo Attraverso la vita di Sigrid Nunez ed ha per protagoniste Tilda Swinton e Julianne Moore. La stanza accanto è stato presentato in anteprima mondiale all'81ª Mostra internazionale d'arte cinematografica di Venezia, dove ha vinto il Leone d'oro al miglior film.

## Trama
Ingrid Parker, famosa scrittrice di autofiction, dopo molti anni in cui ha vissuto a Parigi, torna a New York dove, alla Libreria Rizzoli, firma copie del suo ultimo romanzo. Qui, da un'amica comune, viene casualmente a sapere che Martha Hunt, con la quale ha perso i contatti da tempo, è affetta da tumore alla cervice in fase avanzata e si reca dunque a trovarla in ospedale. Martha è molto felice di ritrovare la sua amica e le spiega di essersi sottoposta a una immunoterapia sperimentale che dovrebbe salvarle la vita. Ingrid fa di tutto per sostenere Martha nella difficile prova e le due hanno modo di chiarire una situazione spinosa: molti anni prima, entrambe avevano avuto una relazione con lo stesso uomo, lo scrittore Damian, e questo le aveva portate ad allontanarsi.
Mentre l'amicizia tra le due si intensifica, Martha racconta a Ingrid alcune delle sue esperienze da corrispondente di guerra che l'hanno portata a riflettere sul senso della vita e dell'amore; le svela, inoltre, alcuni particolari del suo passato: la donna, che esorcizzava le immagini di morte con una vita sessuale definita da lei stessa "promiscua", ha infatti una figlia, Michelle, avuta quand'era molto giovane con Fred, reduce della Guerra del Vietnam. La figlia era stata concepita quando, per sollevarlo dai traumi subiti, Martha si era concessa occasionalmente a lui, ma non aveva poi voluto il suo aiuto nell'accudimento della bambina. L'uomo si era poi trasferito e aveva messo su famiglia con un'altra donna, mentre Martha, per seguire la carriera, aveva trascurato Michelle, instaurando con lei un rapporto sempre più conflittuale e finendo per allontanarsene. Martha racconta a Ingrid di esser stata contattata in seguito dalla moglie di Fred, che le aveva raccontato di come l'uomo fosse morto lanciandosi in una casa in fiamme credendo di sentirvi le urla di persone che volevano essere salvate. All'insaputa di tutti, Michelle, alla ricerca del suo padre biologico, aveva rintracciato la donna, e per farle del male aveva detto che la voce udita da Fred era quella di Martha.
L'immunoterapia non ha gli effetti sperati e a Martha vengono diagnosticate delle metastasi: i medici le danno solo qualche mese di vita. La donna rivela, dunque, a Ingrid di avere un piano: ha acquistato dal dark web una pillola in grado di sopprimere chi la assume e ha intenzione di usarla prima che la malattia la devasti del tutto; chiede, quindi, all'amica di assisterla rimanendo nella stanza accanto alla sua nel momento estremo. Ingrid è imbarazzata e confusa, ma accetta quando scopre che Martha si è rivolta ad altre amiche prima di lei e che tutte hanno rifiutato per l'orrore di questa richiesta. Martha si trasferisce con Ingrid in una sontuosa villa in campagna vicino a Woodstock: nella quiete dei boschi la donna ha deciso infatti di aspettare il momento in cui si sentirà abbastanza serena per congedarsi dalla vita. Per risparmiare a Ingrid lo strazio di vederla morta, inoltre, Martha dormirà sempre con la porta della sua stanza aperta, fino al momento in cui assumerà la pillola: quando Ingrid troverà la porta chiusa, vorrà dire che Martha non c'è più.
La convivenza tra Martha e Ingrid è all'inizio molto tesa: Martha alterna stati di euforia ad altri di prosternazione e, a causa delle terapie, dimentica spesso le cose (tra cui la stessa pillola, costringendo Ingrid a riportarla a New York non appena arrivate alla villa). Questa esperienza, inoltre, costringe Ingrid a porsi delle domande sulla propria esistenza e sul periodo storico in cui si trova a vivere, dove i valori sembrano sovvertiti e l'eutanasia ha la stessa valenza legale di un omicidio. Per non essere incriminata, infatti, la donna dovrà fingere di non essere stata messa al corrente della decisione di Martha: per questo motivo non ha parlato con nessuno della sua missione, a eccezione dello stesso Damian, che l'ha aiutata a trovarsi un bravo avvocato. Una mattina Ingrid trova la porta chiusa: in realtà si è trattato di una svista, ma Ingrid, credendo che Martha sia morta, ha una violenta reazione emotiva.
Col passare dei giorni, Ingrid e Martha trovano equilibrio e serenità nelle piccole gioie quotidiane e nella loro amicizia, tanto che, quando Ingrid si reca a un appuntamento con Damian, riesce a reagire con abnegazione alla visione pessimistica che l'ex-amante ha della vita e del mondo. Contemporaneamente Martha, ormai del tutto serena e preparata, assume la pillola: al suo rientro Ingrid trova la porta chiusa, ma anziché dentro la stanza l'amica ha deciso di morire su un lettino in giardino, a contatto con la natura. Con estrema naturalezza, Ingrid saluta l'amica e si appresta a compiere gli ultimi favori che le aveva chiesto.

Ingrid viene accusata da un poliziotto fanatico di essere stata complice di quello che viene comparato a un crimine; la donna continua a fornire la versione concordata con Martha, ma vacilla quando scopre che una delle amiche a cui ella si era rivolta ha confessato che Martha voleva uccidersi già da molto tempo prima. L'avvocato presentatole da Damian riesce comunque a scagionarla. Martha ha, inoltre, diviso tutti i suoi lasciti, tra cui la villa in campagna, a metà tra Ingrid e Michelle: la figlia arriva quindi alla villa e Ingrid scopre con sorpresa che ella è identica a sua madre. Ingrid intuisce le fragilità di Michelle e promette a Martha di prendersene cura come se ella stessa fosse una preziosa eredità. Sedute nello stesso cortile dove Martha ha scelto di morire, Ingrid e Michelle ripensano a lei con commossa serenità.

## Produzione

### Cast
Il regista Pedro Almodóvar ha annunciato il suo esordio alla regia di un film in lingua inglese in occasione del Festival di Cannes 2023 e nel gennaio 2024 la casa di produzione spagnola El Deseo ha confermato la presenza nel cast di Julianne Moore, Tilda Swinton e John Turturro.
A marzo l'italoamericano Alessandro Nivola si è unito al cast del film. Infine, il 12 giugno 2024, anche gli attori Juan Diego Botto, Raúl Arévalo, Melina Matthews e Victoria Luengo si sono uniti al cast secondario del film.

### Riprese
Le riprese sono iniziate a Madrid il 3 marzo 2024 e sono proseguite a New York.

## Promozione
Il primo teaser trailer del film è stato diffuso il 20 agosto 2024.

## Distribuzione
Il film è stato presentato in anteprima mondiale il 2 settembre 2024, in concorso per il Leone d'oro all'81ª Mostra internazionale d'arte cinematografica di Venezia.
Nell'autunno dello stesso anno il film è stato proiettato anche al Toronto International Film Festival, al Festival internazionale del cinema di San Sebastián e al New York Film Festival. Il film è stato distribuita nelle sale cinematografiche spagnole a partire dal 18 ottobre 2024, mentre in quelle italiane dal 5 dicembre seguente. Negli Stati Uniti l'uscita del film è prevista tra il giorno di Natale 2024 e gennaio 2025.

## Accoglienza

### Incassi
Il film ha incassato globalmente poco più di 21,3 milioni di dollari.

### Critica

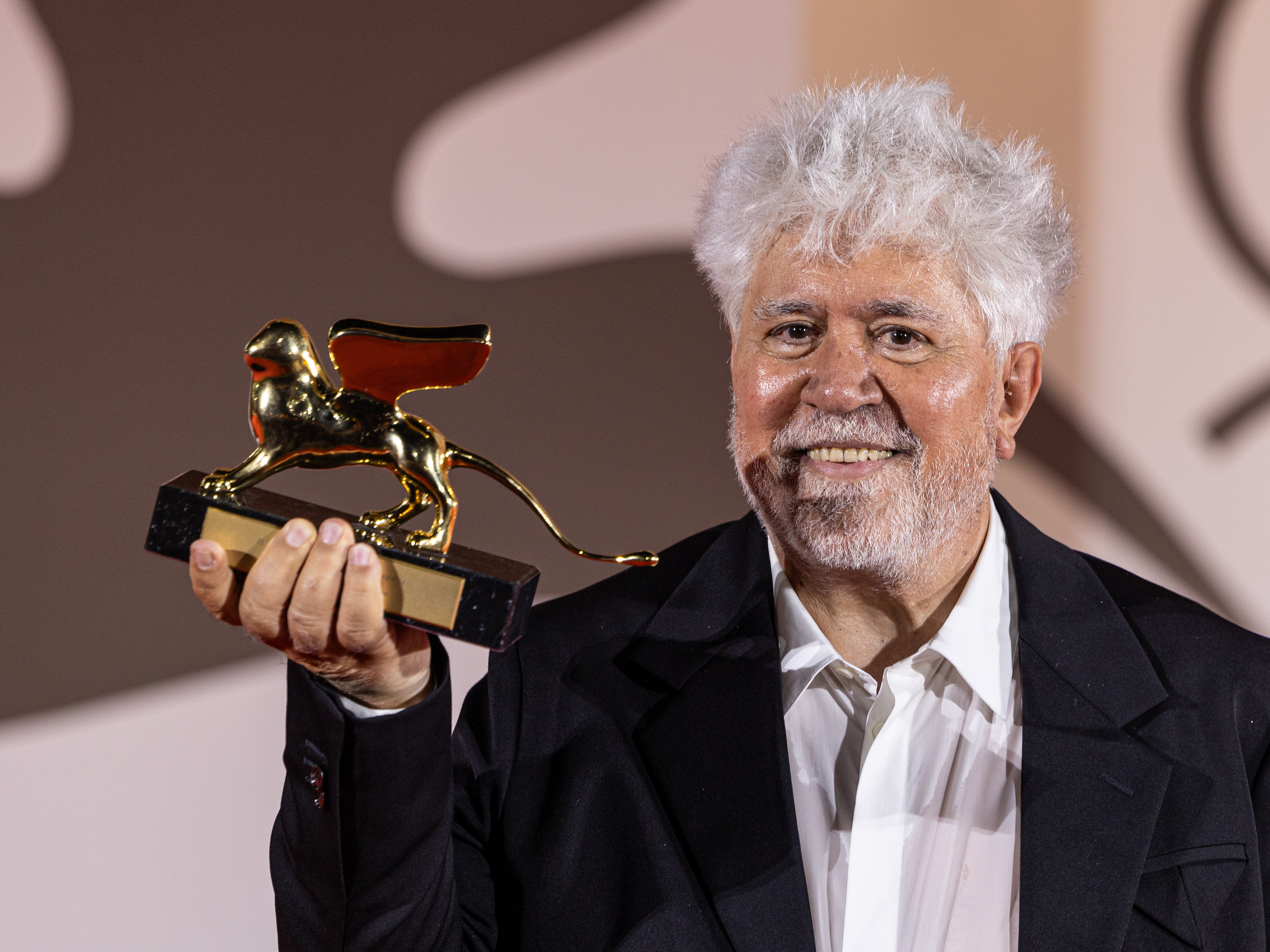
il regista Pedro Almodóvar dopo aver ricevuto il Leone d'oro al miglior film per La stanza accanto

Sul sito web Rotten Tomatoes l'80% delle 200 recensioni è positivo, su Metacritic il film ottiene un punteggio medio di 70 su 100, basato su 45 critiche, indicando "recensioni generalmente positive".
Variety ha elogiato le performance di entrambe le protagoniste, e in particolare quella di Tilda Swinton, che ha definito "monumentale, degna di essere paragonata allo spirito e al virtuosismo di Vanessa Redgrave".
La grande critica cinematografica Stephanie Zacharek, per il Time, ha scritto che "se è possibile fare un film gioioso sulla morte, Almodóvar ci è riuscito."

Simone Emiliani nella sua recensione al film su Sentieri Selvaggi ha scritto:
"Il primo lungometraggio in inglese del regista spagnolo si chiude in una forma elegante e artefatta che appare più come un’autocelebrativa personale/mostra sul proprio cinema."

## Riconoscimenti
- 2024 - Mostra internazionale d'arte cinematografica
  - Leone d'oro a Pedro Almodóvar
  - Premio Brian[26][27]
- 2024 - European Film Awards[28]
  - Candidatura per il miglior film a Pedro Almodóvar
  - Candidatura per il miglior regista a Pedro Almodóvar
  - Candidatura per la miglior sceneggiatura a Pedro Almodóvar
  - Candidatura per la migliore attrice a Tilda Swinton
- 2025 – Golden Globe[29]
  - Candidatura per la miglior attrice in un film drammatico a Tilda Swinton